# Schneppensiefen
Der Hof Schneppensiefen ist ein Ortsteil der Gemeinde Lindlar, Oberbergischen Kreis im Regierungsbezirk Köln in Nordrhein-Westfalen (Deutschland).

## Lage und Beschreibung
Schneppensiefen liegt westlich von Lindlar zwischen Waldbruch und Vellingen.

## Geschichte
Für das Jahr 1830 werden für den als Schneppensiefen bezeichneten Ort 39 Einwohner angegeben.

## Busverbindungen
Haltestelle Waldbruch:
- SB42 Lindlar – Immekeppel – Moitzfeld – Bensberg – Refrath – Köln Hbf. (RVK)
- 401 Industriegebiet Klause – Lindlar – Waldbruch – Schmitzhöhe – Hommerich – Kürten Schulzentrum (KWS Schulbus)
- 421 Berg. Gladbach (S) – Bensberg – Moitzfeld – (Herkenrath) – Immekeppel – Schmitzhöhe – Lindlar (RVK, Schulbus)

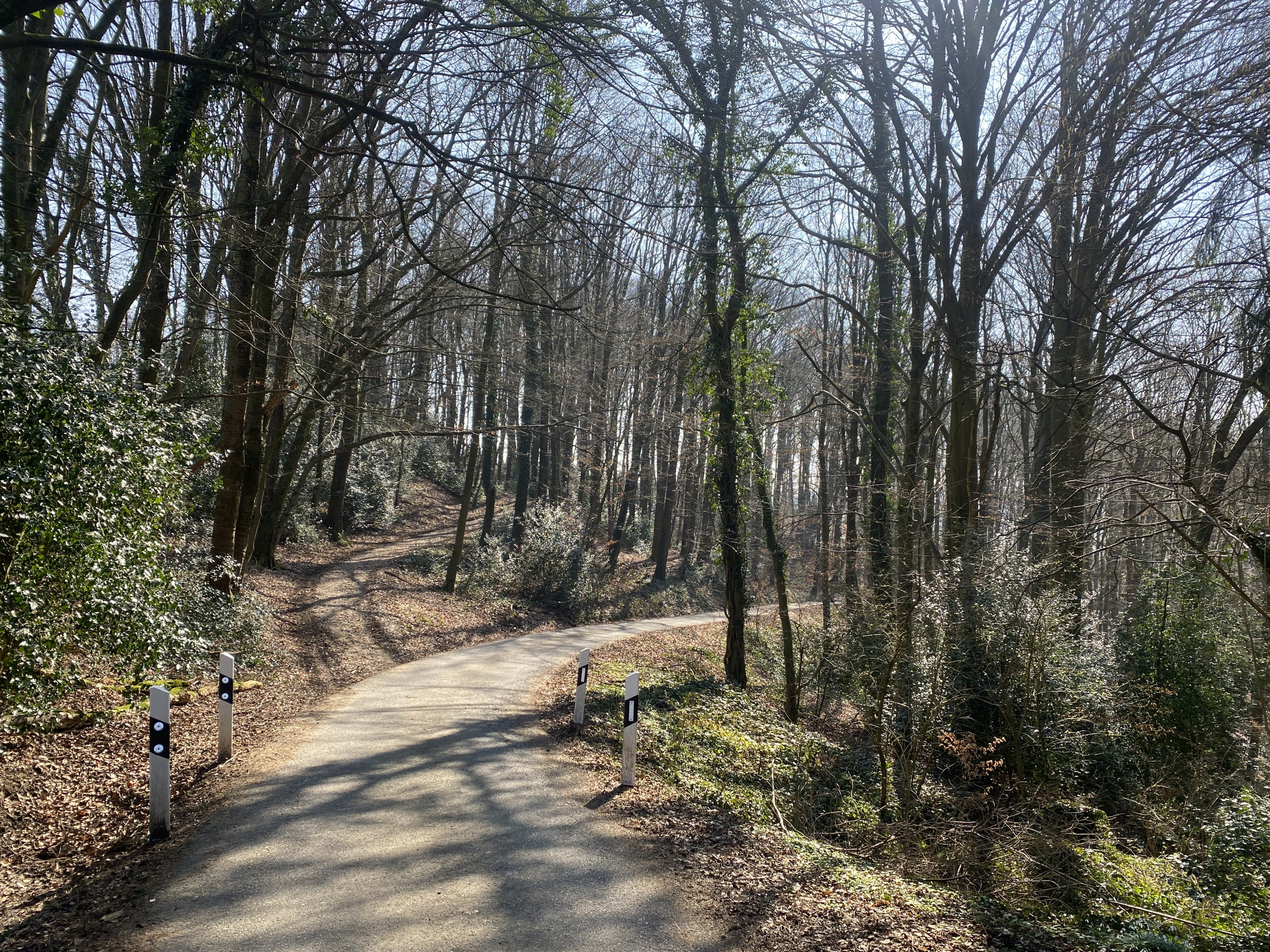
Wald nördl. Schneppensiefen
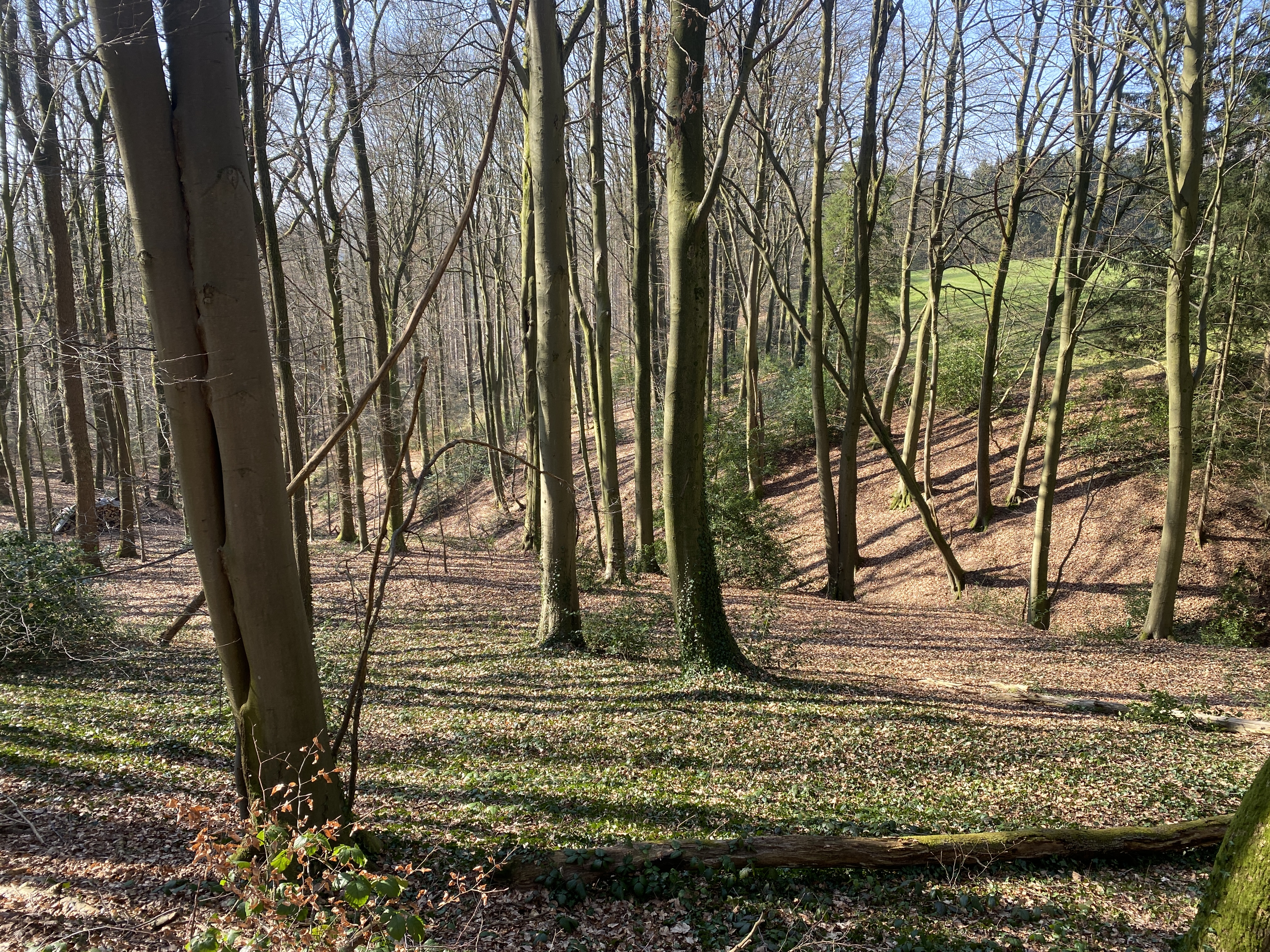
Wald und Bachtal nördl. Schneppensiefen
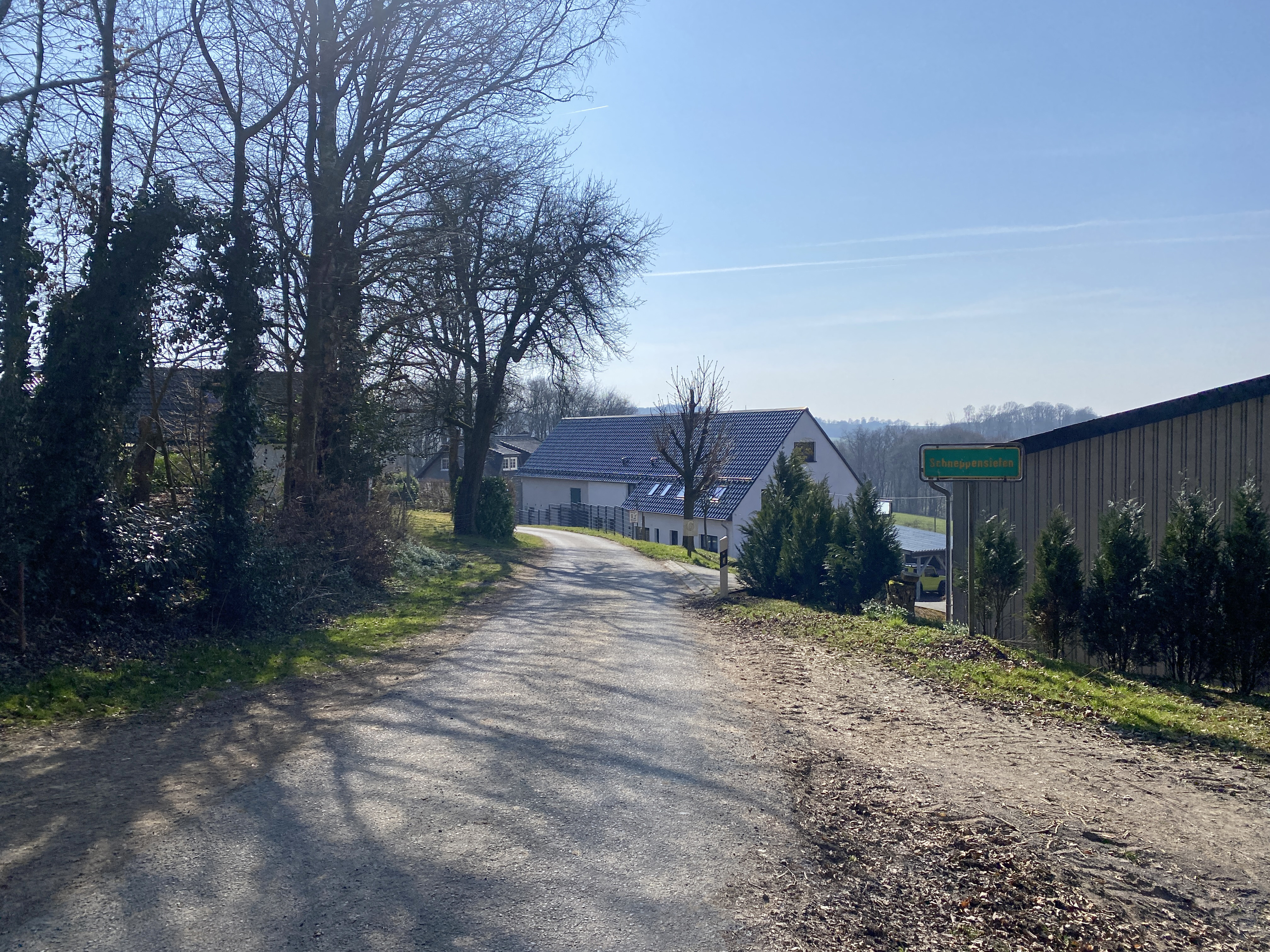
Nördl. Ortseingang
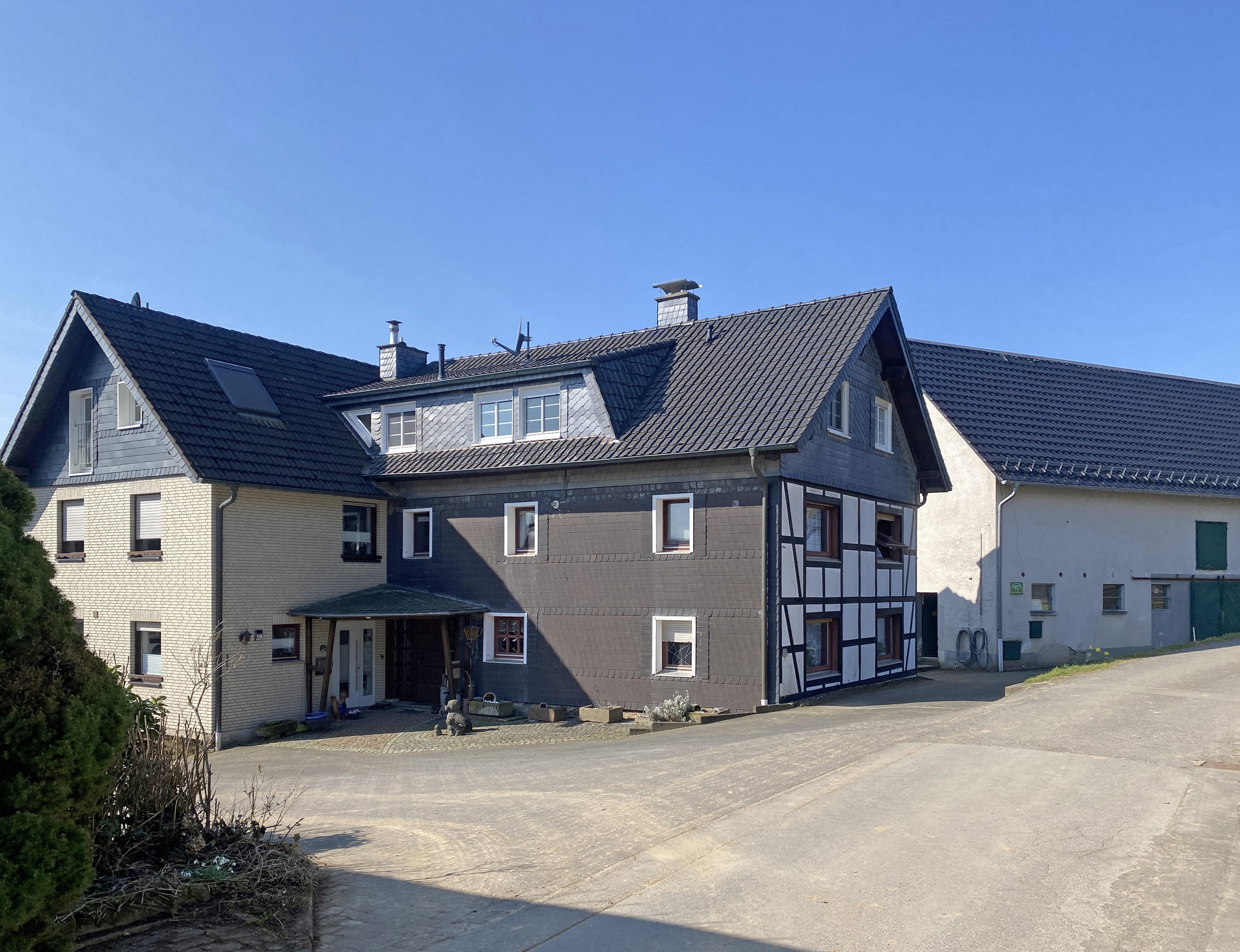
Schneppensiefen
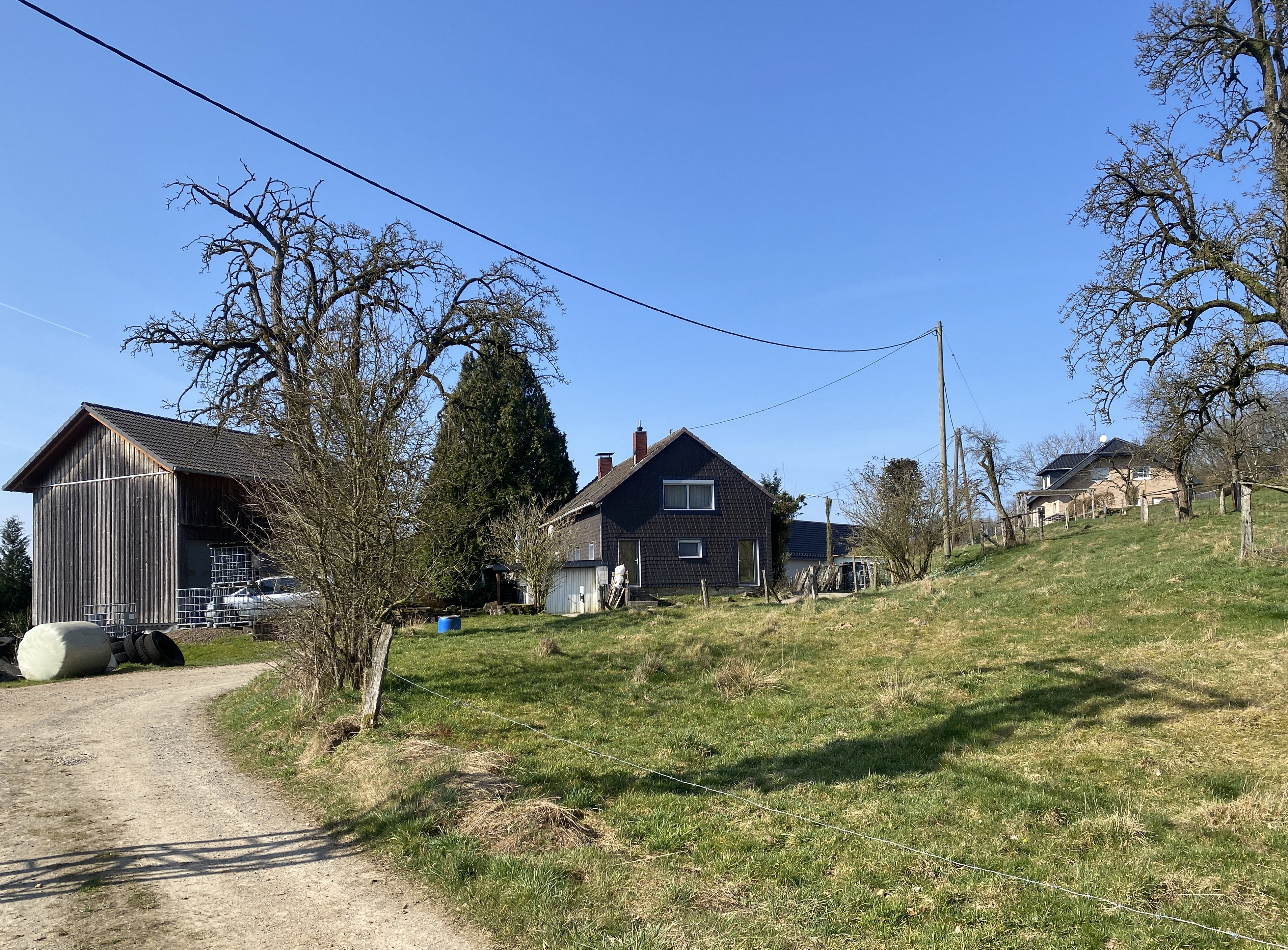
Südl. Ortsausgang